# Brokey
Brokey ([ˈprokˌeɪ]ⓘ) es la isla más grande del Breiðafjörður en la desembocadura del Hvammsfjörður. Entre las islas de Öxney, al sur y Ólafsey al norte.

## Descripción
Brokey tiene una superficie de aproximadamente 3.7 kilómetros cuadrados, y su punto más alto alcanza los 34 metros sobre el nivel del mar. Brokey es de aproximadamente 1 km de ancho y de 3.5 a 4 km de longitud. La isla contiene los restos de un molino de maíz, construido por el agricultor conocido como Vigfus Hjaltalin.